# Lautaro Bazán
Pour les articles homonymes, voir Bazan.

a Compétitions nationales et continentales officielles uniquement.

b Matchs officiels uniquement.
Dernière mise à jour le 28 novembre 2024.
Lautaro Bazán, né le 24 février 1996 à Córdoba (Argentine), est un joueur international argentin de rugby à XV et de rugby à sept
Il est notamment médaillé lors des Jeux olympiques de Tokyo avec l'équipe d'Argentine de rugby à sept en 2020.

## Biographie

### Carrière en club
Lautaro Bazán évolue tout d'abord aux postes de demi d'ouverture et d'arrière avant d'être déplacé au poste de demi de mêlée par ses entraineurs. Il évolue dans les équipes de jeunes du Córdoba Athletic Club (en), club de sa ville natale.
En 2015, il joue en senior avec le Córdoba Athletic Club dans le Nacional de Clubes.
À partir de l'été 2022, il joue pour le club italien de Rovigo Delta dans le Top 10,. Il remporte notamment le championnat dès sa première saison en Italie en étant remplaçant lors de la finale disputée contre le Petrarca Padoue.

### Carrière internationale
Il est sélectionné pour le Championnat du monde junior en 2014, 2015 et 2016.
Membre de l'équipe d'Argentine de rugby à sept depuis 2016, il remporte la médaille d'or aux Jeux panaméricains de 2019 et la médaille de bronze aux Jeux olympiques de 2020 à Tokyo, après une victoire contre la Grande-Bretagne en petite finale. 
Lautaro Bazán obtient sa première cape internationale avec l'équipe d'Argentine de rugby à XV en juillet 2022 contre l'Écosse en tant que titulaire.
Il est nommé dans la liste des 33 joueurs argentins convoqués pour la Coupe du monde 2023.

## Statistiques en équipe nationale
Au 29 novembre 2024, il compte 17 sélections en équipe d'Argentine, dont 3 en tant que titulaire.

## Palmarès

### En club
- Rovigo Delta
  - Vainqueur du Championnat d'Italie en 2023.

### En équipe nationale
- Argentine -20
  - Troisième du Championnat du monde junior 2016.

- Argentine à sept
  -  Médaille de bronze aux Jeux olympiques d'été de 2020 à Tokyo.
  -  Médaille d'or aux Jeux panaméricains de 2019 à Lima.
  -  Médaille d'argent aux Jeux olympiques de la jeunesse d'été de 2014 à Nanjing.
  - Vainqueur du Tournoi de Vancouver lors des World Rugby Sevens Series 2021-2022.